# On a Sunday at Eleven
On a Sunday at Eleven ist ein kanadischer Kurzfilm für Kinder unter der Regie von Alicia K. Harris aus dem Jahr 2024. Der Film feierte im September 2024 seine Premiere beim Toronto International Film Festival, im Februar 2025 folgte auf der Berlinale die internationale Premiere in der Sektion Berlinale Generation Kplus.

## Handlung
Angel, eine junge Schwarze Ballettschülerin, ist die einzige Schwarze in ihrer Ballettgruppe. Beim Training spürt sie den Druck, sich Weißen Standards anzupassen, etwa eine weiße Strumpfhose anzuziehen. Besonders stark fühlt sie ihre Abweichung von der Norm an der Beschaffenheit ihrer Haare und ihrer Frisur. In einem Geschäft, das sich auf den Friseurbedarf von Schwarzen Menschen spezialisiert hat, erlebt sie sich in einer ganz anderen Rolle als der der Außenseiterin. Und auch in der Kirche kann sie sich als Teil einer Gruppe von Menschen verschiedenen Alters fühlen, die ihr ähnlich sind. Angel entdeckt in sich die Kraft, die sie mit früheren Generationen verbindet. Wenn sie am Ende in der Ballettstunde ihr Haar dennoch nicht offen trägt, ist das nur ein Punkt in ihrer Entwicklung.

## Produktion

### Filmstab
Regie führte Alicia K. Harris, von der auch das Drehbuch stammt. Die Kameraführung lag in den Händen von Jeremy Cox und für den Filmschnitt war Ashley Gilmour verantwortlich.  
In wichtigen Rollen sind Zoe Peak als Angel, Valérie Carrier als Tanzlehrerin, Darius Zee als Harri sowie Amia Ogieva, Samaya Hodge, Jasmine Best und Malea Yarde zu sehen. 

### Produktion und Förderungen
Produziert wurde der Film von Hayley Brown und Jeff Chiu.

### Dreharbeiten und Veröffentlichung
Der Film feierte im September 2024 seine Premiere beim Toronto International Film Festival, im Februar 2025 folgte auf der Berlinale die internationale Premiere in der Sektion Berlinale Generation Kplus.

## Auszeichnungen und Nominierungen
- September 2024: Toronto International Film Festival
- 2024: Nominierung für den IMDbPro Short Cuts Award for Best Canadian Film auf dem Toronto International Film Festival
- 2024: Atlantic Film Festival, Halifax
- 2024: Festival du Nouveau Cinéma, Montreal[4]
- 2024: Regent Park Film Festival, Toronto: Gewinner des Preises für den besten Kurzfilm[4]
- 2024: Nominierung als Herausragender Kurzfilm bei den 25. Annual Black Reel Awards (Bolt Awards)[4]
- 2025: Internationale Filmfestspiele Berlin